# Olho d'Água do Casado
Olho d'Água do Casado est une municipalité brésilienne dans l'État de l'Alagoas.